# Raymond Boisset
Raymond Boisset (Francia, 26 de marzo de 1912-7 de julio de 1991) fue un atleta francés especializado en la prueba de 4 × 400 m, en la que consiguió ser subcampeón europeo en 1938.

## Carrera deportiva
En el Campeonato Europeo de Atletismo de 1934 ganó la medalla de plata en los relevos de 4x400 metros, llegando a meta en un tiempo de 3:15.6 segundos, tras Alemania (oro) y por delante de Suecia (bronce).